# (100321) 1995 MG8
(100321) 1995 MG8 es un asteroide perteneciente al cinturón de asteroides, descubierto el 29 de junio de 1995 por el equipo del Spacewatch desde el Observatorio Nacional de Kitt Peak, Arizona, Estados Unidos.

## Designación y nombre
Designado provisionalmente como 1995 MG8.

## Características orbitales
1995 MG8 está situado a una distancia media del Sol de 2,322 ua, pudiendo alejarse hasta 2,567 ua y acercarse hasta 2,077 ua. Su excentricidad es 0,105 y la inclinación orbital 7,412 grados. Emplea 1292 días en completar una órbita alrededor del Sol.

## Características físicas
La magnitud absoluta de 1995 MG8 es 17,3.